# Cismon del Grappa
Cismon del Grappa – miejscowość i gmina we Włoszech, w regionie Wenecja Euganejska, w prowincji Vicenza.
Według danych na rok 2004 gminę zamieszkuje 1058 osób, 31,1 os./km².